# Sous-unité protéique
Une sous-unité protéique est une chaîne polypeptidique qui entre dans la constitution d'un complexe protéique par auto-assemblage. De nombreuses protéines sont constituées de plus d'un seul peptide : les protéines oligomériques sont formées de quelques chaînes polypeptidiques, par exemple l'hémoglobine et l'ADN polymérase ; d'autres peuvent en contenir un très grand nombre et sont dites multimériques, par exemple les microtubules et les protéines constitutives du cytosquelette.
Les sous-unités d'une protéine multimérique peuvent être identiques, homologues ou bien complètement différentes et dédiées à des tâches distinctes. Par exemple, une protéine constituée de deux sous-unités identiques sera qualifiée d'homodimérique, tandis que si les deux sous-unités sont dissemblables, elle sera qualifiée d'hétérodimérique.
Des enzymes peuvent ainsi posséder des sous-unités dites catalytiques, sur laquelle se trouve le site actif, et des sous-unités de régulation. On parle souvent d'holoenzyme pour désigner une enzyme dont toutes les sous-unités requises pour assurer l'intégralité de ses fonctions biologiques sont présentes.
Du point de vue génétique, chaque sous-unité d'une protéine ou d'une enzyme est encodée par un gène dédié.
Les sous-unités sont généralement nommées avec des lettres grecques, des chiffres romains, voire des lettres latines. Ainsi, l'ATP synthase possède deux sous-unités F1 et FO constituées elles-mêmes respectivement du complexe α3β3γδε pour la première et, chez l'homme, des sous-unités A, B, C, d, e, f, g, F6 et 8 (ou A6L), chacune codée par un ou plusieurs gènes.